# Operclipygus dubius
Operclipygus dubius  (лат.) — вид мелких жуков-карапузиков из семейства Histeridae (Histerinae, Exosternini). Центральная Америка: Гватемала, Коста-Рика, Мексика, Панама. Длина 1,44—1,59 мм, ширина 1,06—1,15 мм. Тело почти с параллельными боками, слега сплющенное. Лоб тонко пунктированный, боковые субмаргинальные пронотальные бороздки отсутствуют, передние пронотальные бороздки длинные. Цвет красновато-коричневый. Валидность вида была подтверждена в ходе родовой ревизии, проведённой в 2013 году энтомологами Майклом Катерино (Michael S. Caterino) и Алексеем Тищечкиным (Santa Barbara Museum of Natural History, Санта-Барбара, США). Вид O. dubius был отнесён к группе видов Operclipygus dubius, близок к видам Operclipygus andinus, Operclipygus intermissus и Operclipygus lunulus, отличаясь внешним строением и гениталиями.